# Pyramide Vincent
La pyramide Vincent est un sommet des Alpes situé à 4 215 m dans le mont Rose, à la frontière entre les régions italiennes de la Vallée d'Aoste et du Piémont. C'est par l'altitude le deuxième sommet des Alpes pennines entièrement situé en Italie après la tête Noire. 
Elle est l'un des sommets du massif du mont Rose. Elle se trouve au sud de la Ludwigshöhe, entourée par les glaciers des Lys et des Piode (it).
Le sommet a été atteint avec succès le 15 août 1819 par les frères Nicolas (Johann Nikolaus) et Joseph Vincent de Gressoney-Saint-Jean, d'après lesquels le pic a été nommé.
La voie normale part de la cabane Giovanni Gnifetti au pied du glacier du Lys et est classé comme PD (Peu Difficile).

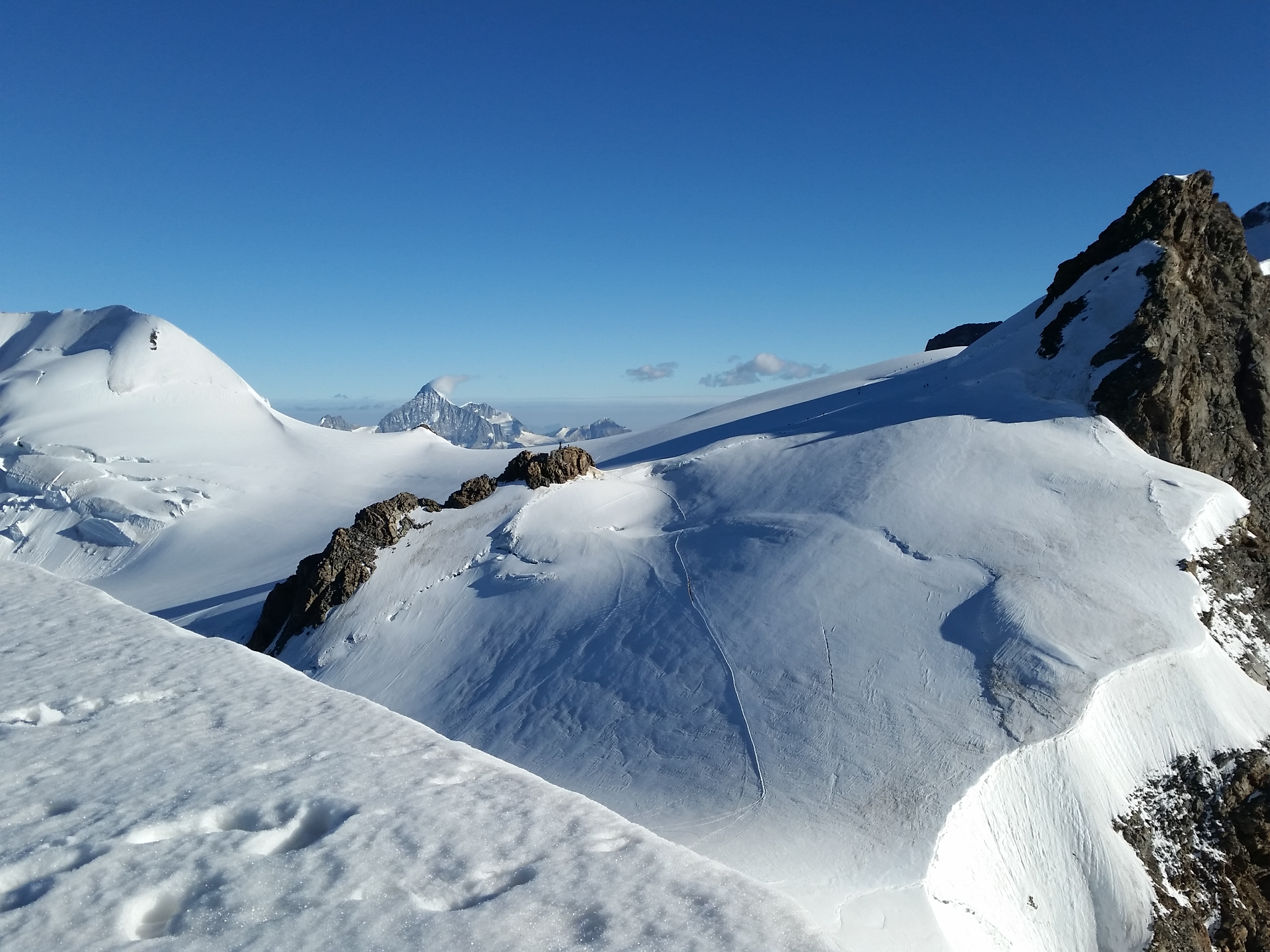
Vue depuis le sommet.